# Episodi di Naruto (prima stagione)
La prima stagione dell'anime Naruto è composta da 35 episodi, andati in onda in Giappone dal 3 ottobre 2002 al 28 maggio 2003, con cadenza settimanale, in Italia invece dal 5 settembre al 23 ottobre 2006, dal lunedì al venerdì, e dall'8 luglio al 15 dicembre 2011 sono stati ritrasmessi integralmente senza censura video. Essi descrivono la vita di Naruto Uzumaki, un giovane di 12 anni intenzionato a diventare Hokage, cioè il ninja leader del villaggio in cui risiede. Entra così a far parte del Team 7 insieme a Sasuke Uchiha e Sakura Haruno, un gruppo di guerrieri sotto il comando del Jonin Kakashi Hatake a cui vengono assegnate missioni per conto del villaggio.
La stagione utilizza due sigle di apertura: R★O★C★K★S degli Hound Dog (episodi 1-25) e Haruka Kanata (遥か彼方? lett. "Lontano") degli Asian Kung-Fu Generation (episodi 26-35). Le due sigle di chiusura sono invece Wind di Akeboshi (episodi 1-25) e Harmonia (ハルモニア?) del duo femminile Rythem (episodi 26-35).

## Lista episodi
| Nº | Titolo italiano Giapponese 「Kanji」 - Rōmaji | In onda          | In onda           |
| Nº | Titolo italiano Giapponese 「Kanji」 - Rōmaji | Giapponese       | Italiano          |
| 1  | Arriva Naruto! 「参上！うずまきナルト」 - Sanjō! Uzumaki Naruto! | 3 ottobre 2002   | 5 settembre 2006  |
| 1  | Naruto Uzumaki è un ninja dodicenne che vive nel Villaggio della Foglia e viene disprezzato dagli altri abitanti. Dopo aver deturpato il monumento dedicato ai quattro capi Hokage per farsi notare, Naruto viene rimproverato dal suo maestro Iruka Umino, al quale rivela la sua aspirazione di diventare Hokage per essere rispettato. Il giorno seguente, dopo essere stato bocciato all'esame del diploma dell'Accademia ninja per aver fallito la Tecnica della Moltiplicazione del Corpo, Naruto viene spinto da un insegnante di nome Mizuki a rubare una pergamena contenente la tecnica segreta del Terzo Hokage Hiruzen Sarutobi quella notte. Iruka intercetta Naruto mentre Mizuki sta per ucciderlo e lasciare il villaggio con la pergamena rubata; Mizuki rivela a Naruto che gli abitanti del villaggio lo odiano in quanto egli è l'ospite della Volpe a Nove Code, un demone che aveva devastato il villaggio dodici anni prima e aveva ucciso i genitori di Iruka. Quest'ultimo però protegge Naruto dicendogli che hanno molto in comune e spronandolo a usare la Tecnica Superiore della Moltiplicazione del Corpo che ha imparato dalla pergamena per sconfiggere Mizuki. Poco dopo, Iruka promuove Naruto. |                  |                   |
| 2  | Konohamaru 「木ノ葉丸だ コレ！」 - Konohamaru da kore! | 10 ottobre 2002  | 6 settembre 2006  |
| 2  | Mentre Naruto litiga con Hiruzen su come presentarsi sulla foto della carta d'identità, l'Hokage viene attaccato da un ragazzino, che si rivela essere suo nipote Konohamaru Sarutobi. Mentre segue Naruto, che è la prima persona a non vederlo esclusivamente come il nipote dell'Hokage, Konohamaru gli chiede che gli insegni la Tecnica dell'Erotismo che ha usato su Hiruzen. Nel frattempo, Konohamaru gli rivela il proprio desiderio di diventare Hokage e di essere riconosciuto per i propri successi. I due vengono infine trovati dal mentore di Konohamaru, Ebisu, che vede Naruto come un cattivo esempio per Konohamaru; Ebisu viene però sconfitto da Naruto con la travolgente Tecnica dell'Harem. Attraverso la guida di Naruto, Konohamaru è in grado di accettare che non può seguire le orme di suo nonno solo grazie al suo nome. |                  |                   |
| 3  | Nemici? 「宿敵!?サスケとサクラ」 - Shukuteki!? Sasuke to Sakura | 17 ottobre 2002  | 7 settembre 2006  |
| 3  | Naruto viene assegnato ad una squadra di tre persone prima di sottoporsi a un test per ottenere il grado di Genin. Viene messo nel Team 7, insieme a Sasuke Uchiha, il suo rivale di lunga data, e Sakura Haruno, per la quale prova un amore non corrisposto. Conoscendo i sentimenti di Sakura per Sasuke, Naruto escogita un piano per intrappolare il suo rivale e fingersi Sasuke per baciare Sakura. All'ultimo secondo Naruto deve andare in bagno, mentre il vero Sasuke si libera e si imbatte in Sakura. Dopo aver espresso disgusto nei confronti di Sakura quando lei afferma che la stupidità di Naruto deriverebbe dal fatto che è orfano, Sasuke trova Naruto, che è costretto a tornare in bagno proprio mentre Sakura cercava di essere gentile con lui. Nel frattempo, Hiruzen assegna Kakashi Hatake come istruttore Jonin del Team 7. |                  |                   |
| 4  | Esercitazione di sopravvivenza 「試練！サバイバル演習」 - Shiren! Sabaibaru enshū | 24 ottobre 2002  | 8 settembre 2006  |
| 4  | I membri del Team 7 incontrano il loro istruttore Kakashi che, dando l'impressione di essere un fannullone, lascia che i suoi studenti si presentino e raccontino i loro desideri e obiettivi: Naruto afferma che il suo sogno è diventare Hokage, Sakura sembra troppo imbarazzata per dirlo pubblicamente e Sasuke dichiara il suo intento di ripristinare il suo clan uccidendo una certa persona. Terminate le presentazioni, Kakashi rivela al Team 7 che il loro test inizierà il giorno dopo e che non dovranno mangiare prima di allora. Il giorno successivo, dopo aver costretto il Team 7 ad aspettarlo nuovamente, Kakashi spiega che il test prevede che gli studenti riescano a prendergli due campanelli: infatti solo due di loro passeranno mentre il terzo verrà rimandato all'Accademia. Mentre Sasuke e Sakura si nascondono all'inizio del test, Naruto tenta di affrontare Kakashi a testa alta, ma viene facilmente neutralizzato e poi cade in una trappola. Approfittando di una distrazione di Kakashi, Sasuke lo attacca con shuriken e kunai. |                  |                   |
| 5  | Squalificati? 「失格？カカシの結論」 - Shikkaku? Kakashi no ketsuron | 31 ottobre 2002  | 11 settembre 2006 |
| 5  | Dopo che il suo attacco furtivo fallisce, Sasuke tenta di combattere Kakashi venendo sepolto fino al collo. Kakashi poi sconfigge Sakura con un'arte illusoria e impedisce a Naruto di rubare il pranzo degli altri. Una volta raggiunto il limite di tempo per il test, Naruto viene legato a un palo e Kakashi si offre di dare al Team 7 un'ultima possibilità, lasciandoli con un unico ordine da seguire: non dare da mangiare a Naruto. Tuttavia, sapendo che Naruto dovrà essere in forze per ciò che Kakashi ha in serbo per loro, Sasuke e Sakura danno da mangiare a Naruto. Dopo aver visto tutto, Kakashi appare davanti a loro e li promuove tutti e tre, rivelando che gli altri team che aveva testato avevano fallito a causa della loro incapacità nel lavoro di squadra. Kakashi dice loro che se i ninja che infrangono le regole sono feccia, quelli che abbandonano i loro compagni sono peggio della feccia. |                  |                   |
| 6  | In missione ufficiale 「重要任務！波の国へ超出発！」 - Jūyō ninmu! Nami no Kuni e chō-shuppatsu! | 7 novembre 2002  | 12 settembre 2006 |
| 6  | Dopo sette missioni classificate D, al Team 7 viene data la possibilità di affrontare una missione di livello C: proteggere un costruttore di ponti, Tazuna. Un attacco da parte di ninja sconosciuti fa precipitare la situazione, portando la missione ad un livello di pericolosità superiore (livello B). |                  |                   |
| 7  | L'assassino nella nebbia 「霧の暗殺者！」 - Kiri no ansatsusha! | 14 novembre 2002 | 13 settembre 2006 |
| 7  | Il Team 7 è costretto ad affrontare il potentissimo ninja Zabuza Momochi, inviato da Gatō per uccidere Tazuna. Kakashi utilizzando il potere dello Sharingan riesce a sopraffare Zabuza arrivandogli alle spalle. |                  |                   |
| 8  | Promesse dolorose 「痛みに誓う決意」 - Itami ni chikau ketsui | 21 novembre 2002 | 14 settembre 2006 |
| 8  | La battaglia contro Zabusa prosegue. Naruto si impegna a non aver più timore delle battaglie ed è determinato a dimostrare a Sasuke di non essere un vigliacco. Kakashi dopo un primo momento che lo vedeva vincente, viene imprigionato da Zabuza nella prigione acquatica. Dopo qualche attimo di timore, Naruto e Sasuke escogitano una tattica per tentare di liberare il loro maestro. |                  |                   |
| 9  | Kakashi e lo Sharingan 「写輪眼のカカシ」 - Sharingan no Kakashi | 28 novembre 2002 | 15 settembre 2006 |
| 9  | Kakashi esce dalla Prigione Acquatica di Zabuza grazie alla strategia combinata di Naruto e Sasuke e la battaglia continua. Kakashi grazie allo Sharingan inizia a copiare tutti i movimenti di Zabuza prevedendo addirittura una tecnica che non aveva ancora usato, mettendolo alle strette e nella più totale agitazione. A questo punto compare un misterioso ragazzino che uccide Zabuza. |                  |                   |
| 10 | L'essenza del chakra 「チャクラの森」 - Chakura no mori | 5 dicembre 2002  | 18 settembre 2006 |
| 10 | Nel manga mentre Kakashi dorme, Naruto e Sakura tentano di sbirciare sotto la maschera del loro maestro, ma questi si sveglia all'improvviso, questa scena non è stata inclusa nell'episodio. Dopo la battaglia contro Zabusa, il Team 7 continua la sua missione di protezione del costruttore di ponti Tazuna. Il maestro Kakashi è in fase di guarigione per via dell'abuso dello sharingan, nel frattempo i componenti della squadra iniziano un allenamento per controllare meglio il chakra in preparazione alle future battaglie, poiché intuiscono che Zabuza è ancora vivo. Infatti quella del ragazzino Haku era tutta una messinscena: egli, in verità, è un fedele aiutante del nemico. |                  |                   |
| 11 | C'era una volta un eroe 「英雄のいた国」 - Eiyū no ita kuni | 12 dicembre 2002 | 19 settembre 2006 |
| 11 | Il Team 7 viene a conoscenza della storia di Kaiza, un eroe locale, e di Inari, suo figlio. Kaiza era considerato da tutti un eroe, finché gli uomini di Gato non lo hanno malmenato e infine crocifisso e ucciso davanti a tutti i paesani; per questo Inari non crede più negli eroi. |                  |                   |
| 12 | Il ritorno di Zabusa 「橋上決戦！ザブザ再び!!」 - Kyōjō kessen! Zabuza futatabi!! | 19 dicembre 2002 | 20 settembre 2006 |
| 12 | Naruto e Sasuke riescono finalmente a controllare perfettamente il Chakra riuscendo ad arrampicarsi alle cime più alte degli alberi. Mentre si allena, Naruto incontra Haku privo della maschera e, non riconoscendolo, ci scambia amichevolmente due chiacchiere. Gli scagnozzi di Gatō stanno per rapire Tsunami e uccidere Inari, intanto il Team 7 (tranne Naruto) inizia a combattere contro Zabusa e Haku che ha teso loro una trappola. |                  |                   |
| 13 | Gli specchi diabolici di Haku 「白の秘術・魔鏡氷晶」 - Haku no hijutsu - Makyō Hyōshō | 26 dicembre 2002 | 21 settembre 2006 |
| 13 | Haku rivela la sua abilità innata (Kekkei Genkai) a Sasuke. La battaglia fra il Team 7 e il duo Zabusa/Haku si intensifica. Gli scagnozzi di Gatoo rapiscono la figlia di Tazuna, ma grazie a Naruto e Inari viene salvata. Sasuke nel frattempo viene ferito dagli specchi diabolici di Haku. A questo punto interviene Naruto. |                  |                   |
| 14 | Pronto all'azione 「意外性Ｎｏ．１、ナルト参戦！」 - Igaisei nanbā wan, Naruto sansen! | 9 gennaio 2003   | 22 settembre 2006 |
| 14 | Naruto finalmente si riunisce al Team 7 comportandosi però in modo imprudente, viene quindi intrappolato negli specchi diabolici di Haku insieme a Sasuke. Il giovane assistente di Zabuza spiega che il suo sogno è proteggere i sogni del suo compagno e chiede quindi ai suoi nemici di non biasimarlo. |                  |                   |
| 15 | Visibilità zero: lo Sharingan sconfitto 「視界ゼロの戦い・写輪眼崩し」 - Shikai zero no tatakai - Sharingan kuzushi | 16 gennaio 2003  | 25 settembre 2006 |
| 15 | Kakashi intensifica il suo combattimento contro Zabuza. Quest'ultimo adesso conosce perfettamente le abilità di ipnosi e preveggenza dello Sharingan e, grazie al Velo di Nebbia e alla Tecnica dell'omicidio silenzioso, riesce a mettere Kakashi con le spalle al muro. Intanto grazie alla moltiplicazione superiore di Naruto, Sasuke riesce ad individuare piano piano i movimenti di Haku negli specchi diabolici. |                  |                   |
| 16 | Il mostro liberato 「解放された封印」 - Kaihō sareta fūin | 23 gennaio 2003  | 26 settembre 2006 |
| 16 | Per difendere Tazuna e Sakura, Kakashi viene ferito dall'alabarda di Zabuza. La battaglia tra Naruto e Sasuke contro Haku continua e quest'ultimo si dimostra troppo veloce per gli avversari. Durante la lotta Naruto rimane privo di chakra e crolla a terra svenuto. Rimane quindi solo Sasuke che, messo alle strette, libera finalmente la sua abilità innata: lo Sharingan. Sasuke ora riesce a percepire i movimenti di Haku che decide di finire Naruto, ma Sasuke usando il suo corpo para gli spiedi. Naruto osserva inorridito Sasuke crollare esanime a terra e per la rabbia sprigiona una potenza inaudita: lo spirito della Volpe a Nove Code. |                  |                   |
| 17 | L'infanzia di Haku 「白い過去・秘めた想い」 - Shiroi kako - Himeta omoi | 30 gennaio 2003  | 27 settembre 2006 |
| 17 | Il potere del Cercoterio rimargina tutte le ferite di Naruto e attacca Haku, riuscendo a rompere tutti gli specchi diabolici. Con un pugno stende completamente Haku rompendogli la maschera. Haku rivela a Naruto il motivo per il quale è diventato il braccio destro di Zabusa. Nel frattempo Kakashi e Zabusa continuano la loro battaglia all'ultimo sangue. |                  |                   |
| 18 | Un'arma ninja 「忍という名の道具」 - Shinobi to iu na no dōgu | 6 febbraio 2003  | 28 settembre 2006 |
| 18 | Haku implora Naruto di ucciderlo, in quanto unico modo di fermarlo. Tuttavia, quando Naruto va per dargli il colpo di grazia, Haku riesce a bloccarlo e sfugge dal combattimento, sacrificandosi per salvare Zabusa che stava per essere ucciso da Kakashi. Zabuza pur di colpire Kakashi, è disposto ad attraversare il corpo dell'ormai morto Haku, ma Kakashi abilmente riesce a saltare indietro e si prepara a sferrare l'attacco finale dopo avergli immobilizzato le braccia. Nel frattempo Inari cerca di convincere i paesani a ribellarsi a Gato. |                  |                   |
| 19 | Cade la neve 「ザブザ雪に散る…」 - Zabuza yuki ni chiru... | 13 febbraio 2003 | 29 settembre 2006 |
| 19 | Gato sopraggiunge sul luogo per uccidere tutti, ma gli abitanti del villaggio spronati da Inari si preparano a combatterlo. Intanto Zabuza, rimproverato da Naruto che non sopporta la sua indifferenza verso il suo socio, comprende la genuinità del legame che c'era fra lui e Haku, dimostrando il suo dolore, e decide di compiere la sua ultima missione: uccidere Gatō. Una volta fatto, si accascia al suolo chiedendo di poter morire accanto ad Haku. Dopo la sepoltura dei due shinobi avversari, il team lascia il villaggio e Tazuna decide di chiamare il ponte "Naruto". |                  |                   |
| 20 | Selezione Chūnin 「新章突入！中忍試験だってばよ」 - Shinshō totsunyū! Chūnin shiken dattebayo | 20 febbraio 2003 | 2 ottobre 2006    |
| 20 | Viene annunciato l'esame dei Chūnin a cui possono partecipare tutti i Genin dei villaggi dei vari paesi. |                  |                   |
| 21 | Nemici formidabili 「名乗れ！現れた強敵たち!!」 - Nanore! Arawareta kyōteki-tachi!! | 27 febbraio 2003 | 3 ottobre 2006    |
| 21 | Il Team 7 capisce di avere dei potentissimi rivali per l'esame Chūnin. |                  |                   |
| 22 | Spirito di competizione 「気合い120％ ナウでロックな挑戦状！」 - Kiai hyaku-nijū pāsento Nau de rokku na chōsenjō! | 6 marzo 2003     | 4 ottobre 2006    |
| 22 | L'eccentrico Rock Lee sfida Sasuke Uchiha prima dell'inizio dell'esame Chūnin. Il giovane ninja riesce a mettere facilmente in difficoltà Sasuke solo con le arti marziali, nonostante questi utilizzi lo Sharingan. |                  |                   |
| 23 | Nemici spietati 「蹴散らせライバル！新人9人全員集合」 - Kechirase raibaru! Rūkī nain zen'in shūgō | 13 marzo 2003    | 5 ottobre 2006    |
| 23 | Tutti i Genin di Konoha sono impegnati nel test d'introduzione per determinare chi possa effettivamente continuare l'esame. |                  |                   |
| 24 | La prima prova 「いきなり失格？超難関の第一試験」 - Ikinari shikkaku? Chō-nankan no daīchi shiken | 20 marzo 2003    | 6 ottobre 2006    |
| 24 | Tutti i candidati devono sostenere il primo test dell'esame Chūnin che consiste in una prova scritta. Sasuke comprende che il reale scopo del test è individuare chi riesca a barare senza farsi scoprire dagli esaminatori. Mentre Naruto, non avendo capito l'inghippo, è in crisi, Sakura risponde a tutte le domande con poca difficoltà. Invece Sasuke, una volta individuato uno dei Chūnin infiltrati, sfrutta lo Sharingan per copiare il movimento della mano del ninja e scrivere correttamente tutte le risposte. |                  |                   |
| 25 | Il decimo problema 「出たとこ勝負！踏ん張りどころの10問目」 - Deta-toko shōbu! Funbari dokoro no jū monme | 27 marzo 2003    | 9 ottobre 2006    |
| 25 | Naruto attende con ansia l'esposizione del decimo problema, non avendo saputo rispondere agli altri nove. L'esaminatore rivela che chi deciderà di essere sottoposto all'ultimo quesito e lo fallirà verrà escluso per sempre dalla possibilità di partecipare all'esame per diventare Chūnin. |                  |                   |
| 26 | Un articolo prima del secondo test 「絶対必見！死の森直前ルポ！木ノ葉の学級新聞だコレ！」 - Zettai hikken! Shi no mori chokuzen rupo! Konoha no gakkyū shinbun da kore! | 2 aprile 2003    | 10 ottobre 2006   |
| 26 | Gli allievi che hanno superato il primo test degli esami di selezione dei Chūnin si apprestano ad affrontare il secondo. Konohamaru e i suoi amici intervistano i partecipanti per scrivere un articolo per il giornale del villaggio della Foglia. |                  |                   |
| 27 | L'inizio del secondo test 「第二試験スタート！周りはみんな敵だらけ！」 - Daini shiken sutāto! Mawari wa minna teki darake! | 2 aprile 2003    | 11 ottobre 2006   |
| 27 | L'esaminatrice Anko spiega le regole del secondo test degli esami di selezione dei Chūnin. A metà delle squadre viene affidato il "rotolo del cielo" e all'altra metà il "rotolo della terra". I vari gruppi devono recuperare un secondo rotolo di tipo opposto a quello già in loro possesso e recarsi alla torre che si trova al centro dell'area d'esame denominata Foresta della Morte. |                  |                   |
| 28 | Naruto fa da esca 「喰うか喰われるか！エサになったナルト」 - Kū ka kuwareru ka! Esa ni natta Naruto | 9 aprile 2003    | 12 ottobre 2006   |
| 28 | I Team Genin continuano la ricerca dei due rotoli del cielo e della terra all'interno della Foresta della Morte. Nel frattempo il Team 7 è inseguito da un nemico molto potente. |                  |                   |
| 29 | Naruto contrattacca 「ナルト反撃！逃げねーんだってばよ！」 - Naruto hangeki! nigenēndattebayo! | 16 aprile 2003   | 13 ottobre 2006   |
| 29 | Naruto e il resto del Team 7 continuano la loro battaglia contro il ninja nemico all'interno della Foresta della Morte. Per salvarsi Sasuke decide di consegnare al nemico il rotolo, ma Naruto glielo impedisce e poi esprime la delusione per il comportamento cedevole dimostrato dal suo compagno. Orochimaru evoca un altro serpente gigante e, contro di lui, Naruto rivela la forza dello Spirito del Volpe a nove code sorprendendo l'avversario. Quando il serpente attacca, Naruto riesce a fermarlo con le braccia ma, per aver salvato Sasuke, viene bloccato dal nemico che usa il sigillo pentastico sul sigillo del 4° Hokage facendolo svenire. Per fortuna le parole di Naruto fanno riprendere fiducia a Sasuke che, ripensando a suo fratello, decide di continuare a lottare. |                  |                   |
| 30 | La tecnica del drago di fuoco 「蘇れ写輪眼！必殺・火遁龍火の術！」 - Yomigaere Sharingan! Hissatsu: Katon Ryūka no Jutsu! | 23 aprile 2003   | 16 ottobre 2006   |
| 30 | Sasuke cerca di sconfiggere il Kusanin con il Triplice attacco del Mulino Sharingan combinato alla tecnica del Drago di Fuoco e, proprio quando pensa di esserci riuscito, l'uomo rivela le sue vere sembianze: si tratta in realtà di Orochimaru. Il ninja imprime il Segno Maledetto su Sasuke. |                  |                   |
| 31 | L'amore di Rock Lee 「激まゆプラトニック！僕は死ぬまでアナタを守る!!」 - Geki mayu puratonikku! Boku wa shinu made anata o mamoru!! | 30 aprile 2003   | 17 ottobre 2006   |
| 31 | Sakura ha passato la notte ad assistere Naruto e Sasuke, ancora svenuti. All'alba viene sorpresa dal gruppo di Dosu che ha intenzione di eliminare tutto il team 7. |                  |                   |
| 32 | La rivincita di Sakura 「サクラ咲く！決意の後ろ姿」 - Sakura saku! Ketsui no ushiro sugata | 7 maggio 2003    | 18 ottobre 2006   |
| 32 | Rock Lee nota che Sakura è in difficoltà e cerca di aiutarla a sconfiggere i Genin del Suono per proteggere Naruto e Sasuke. |                  |                   |
| 33 | Una formazione imbattibile 「無敵のフォーメーション！いのシカチョウ！！」 - Muteki no fōmēshon! InoShikaChō!! | 14 maggio 2003   | 19 ottobre 2006   |
| 33 | Anche Ino decide di aiutare Sakura e coinvolge il resto dei ragazzi del Team 10 per tenere a bada i ninja del Suono. Neji e Tenten intervengono in aiuto di Rock Lee, ma nel frattempo il Segno Maledetto prende il sopravvento su Sasuke. Il ninja sconfigge tutti gli avversari e riesce a calmarsi solo quando Sakura lo abbraccia e gli chiede di fermarsi. |                  |                   |
| 34 | Il terrore di Akamaru 「赤丸ビックリ！我愛羅、驚異の実力」 - Akamaru bikkuri! Gaara, kyōi no jitsuryoku | 21 maggio 2003   | 20 ottobre 2006   |
| 34 | Gli altri Genin continuano la ricerca dei rotoli. Nel frattempo il Team 8 scopre la grande potenza di Gaara. Il giovane ninja è in grado di controllare la sabbia e, senza battere ciglio, elimina con la massima facilità tre ninja più grandi del villaggio della Pioggia. |                  |                   |
| 35 | Non si sbircia! 「のぞき見厳禁！巻き物の秘密」 - Nozoki mi genkin! Makimono no himitsu | 28 maggio 2003   | 23 ottobre 2006   |
| 35 | Naruto pensa di aprire il rotolo. Kabuto interviene e glielo impedisce. Il ninja si unisce al Team 7 per riuscire a raggiungere la torre al centro della Foresta della Morte. |                  |                   |